# Comuna de Izbica Kujawska
Izbica Kujawska (polaco: Gmina Izbica Kujawska) é uma gminy (comuna) na Polónia, na voivodia de Cujávia-Pomerânia e no condado de Włocławski. A sede do condado é a cidade de Izbica Kujawska.
De acordo com os censos de 2004, a comuna tem 8 056 habitantes, com uma densidade 61 hab/km².

## Área
Estende-se por uma área de 132,05 km², incluindo:
- área agricola: 83%
- área florestal: 3%

## Demografia
Dados de 30 de Junho 2004:
|                      | Total   | Total | Mulheres | Mulheres | Homens  | Homens |
| -------------------- | ------- | ----- | -------- | -------- | ------- | ------ |
|                      | pessoas | %     | pessoas  | %        | pessoas | %      |
| População            | 8 056   | 100   | 4 092    | 50,8     | 3 964   | 49,2   |
| Densidade (pop./km²) | 61      | 100   | 31       | 31       | 30      | 30     |

De acordo com dados de 2002, o rendimento médio per capita ascendia a 1 180,95 zł.

## Subdivisões
- Augustynowo, Błenna, Błenna A, Błenna B, Chociszewo, Cieplinki, Ciepliny, Długie, Gąsiorowo, Grochowiska, Helenowo, Józefowo, Kazanki, Kazimierowo, Komorowo, Mchówek, Mieczysławowo, Modzerowo, Naczachowo, Nowa Wieś, Obałki, Pasieka, Skarbanowo, Sokołowo, Szczkówek, Ślazewo, Śmieły, Świętosławice, Świszewy, Tymień, Wietrzychowice, Wiszczelice, Wólka Komorowska, Zdzisławin.

## Comunas vizinhas
- Babiak, Boniewo, Lubraniec, Przedecz, Topólka